# Sarona

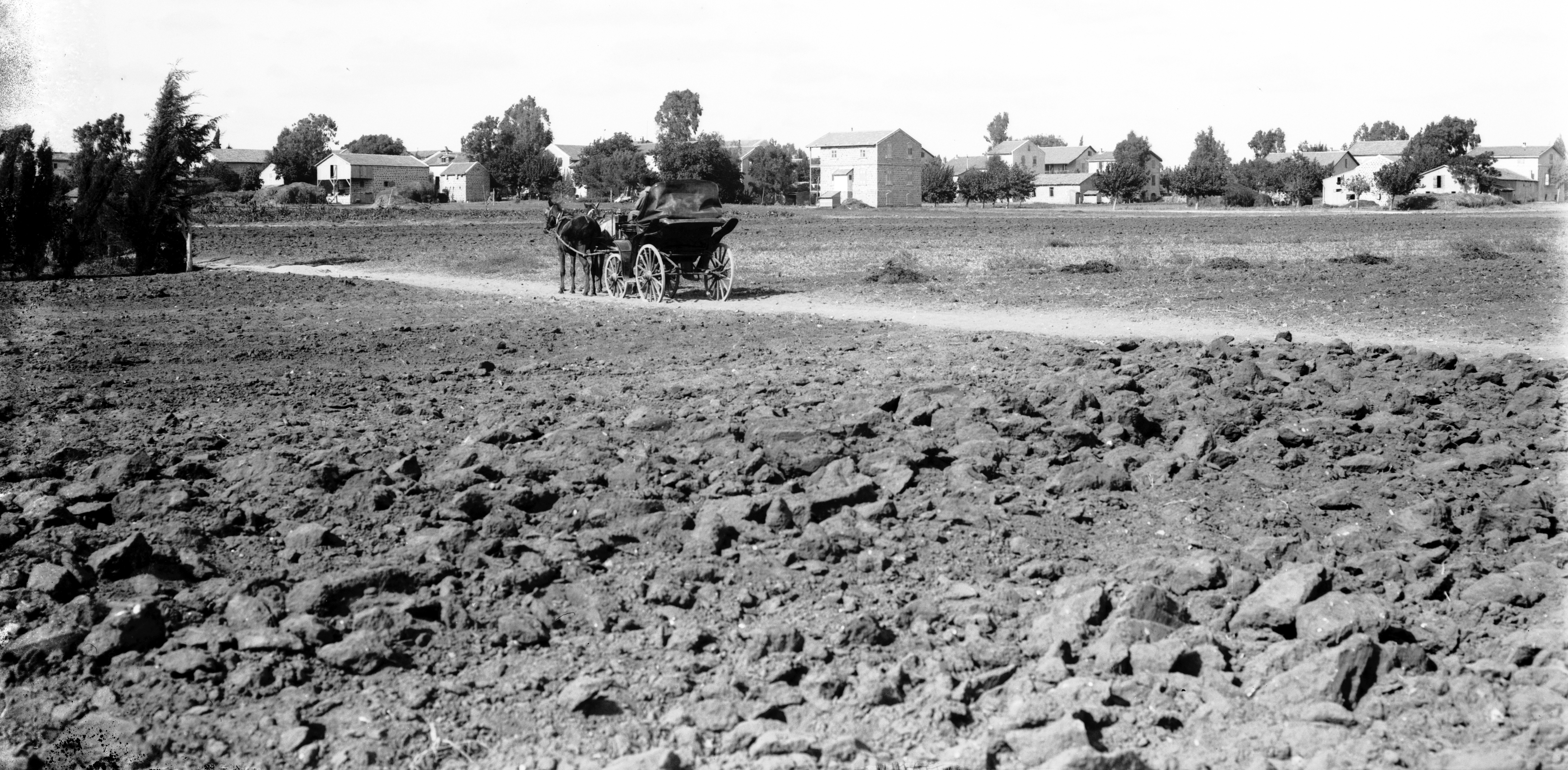
Sarona en 1900.

Sarona est un quartier de Tel Aviv en Israël, se trouvant à quatre kilomètres au nord-est de la vieille ville de Jaffa. Sarona est une ancienne colonie d'une société protestante allemande fondée au XIXe siècle par Christoph Hoffmann, la Société des Templiers.

## Historique

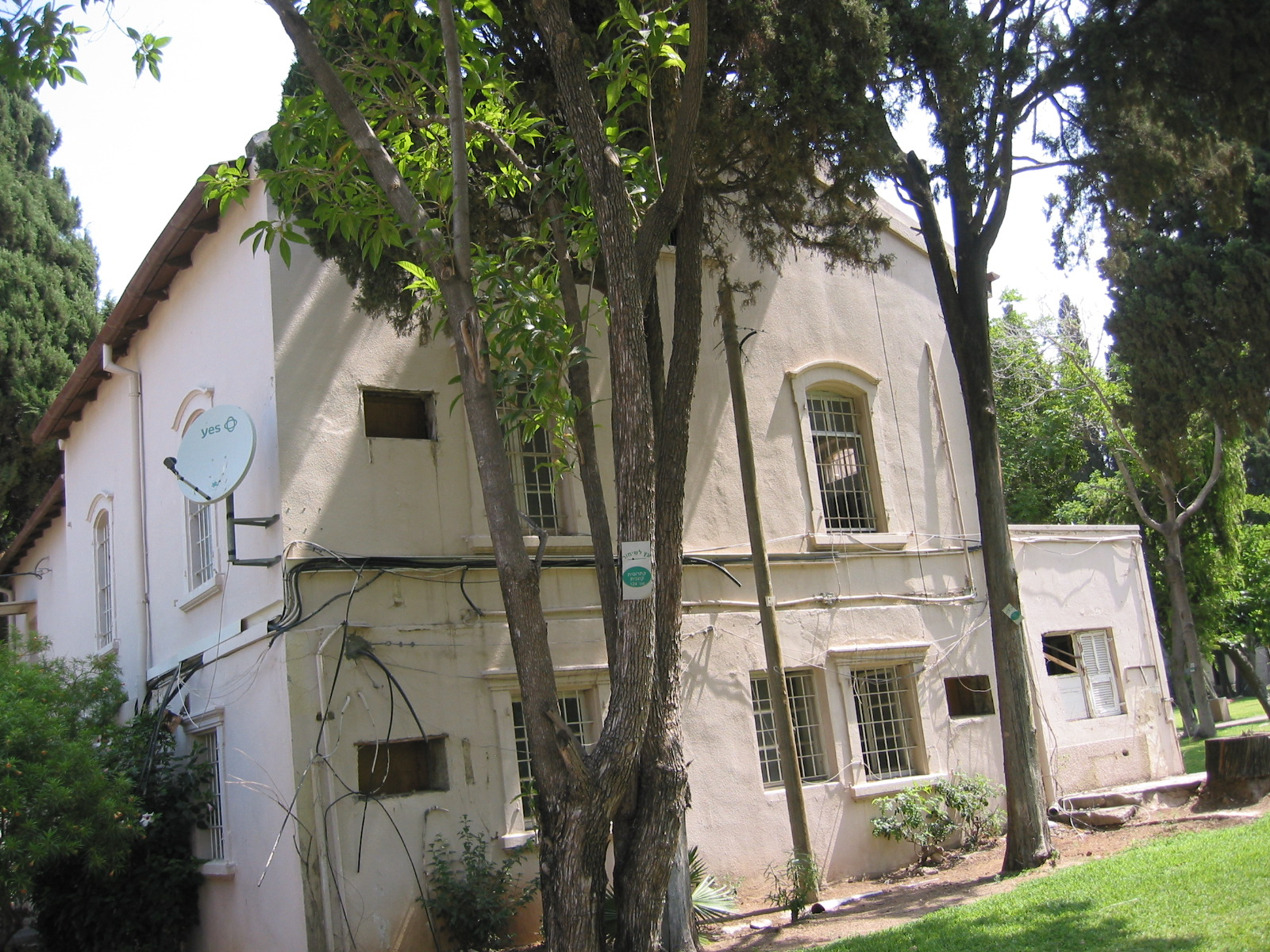
Ancienne ferme des Templiers allemands.

La colonie de Sarona est à l'époque une colonie agricole modèle. Les Templiers allemands achètent soixante hectares de terre à un monastère orthodoxe de Jaffa, en août 1871, qui se trouvent dans la plaine de Sharon (Sarona) près de la Yarkon (Audsche). La Palestine est alors une province ottomane. Les pierres de fondation des premières maisons sont posées en octobre 1871. La malaria cependant décime les premiers colons. Vingt-huit d'entre eux sur cent vingt-cinq meurent en 1872. On décide d'assécher les terrains et de planter 1 300 eucalyptus.
En 1889, 269 membres de la Société avec leurs familles y vivent. Il y a quarante maisons, une maison communautaire, un établissement vinicole, des ateliers, des granges et des fenils. Ils cultivent avant tout les céréales et la vigne, font pousser des arbres fruitiers, et vendent facilement leur surplus, ce qui est une innovation dans une région pratiquant l'agriculture de subsistance.
La communauté pratique le Frondienst, heures de travail communautaires pour les hommes, obligatoires chaque mois. Elles sont utilisées aussi pour le drainage, la construction de routes et d'infrastructures.

### Occupation britannique

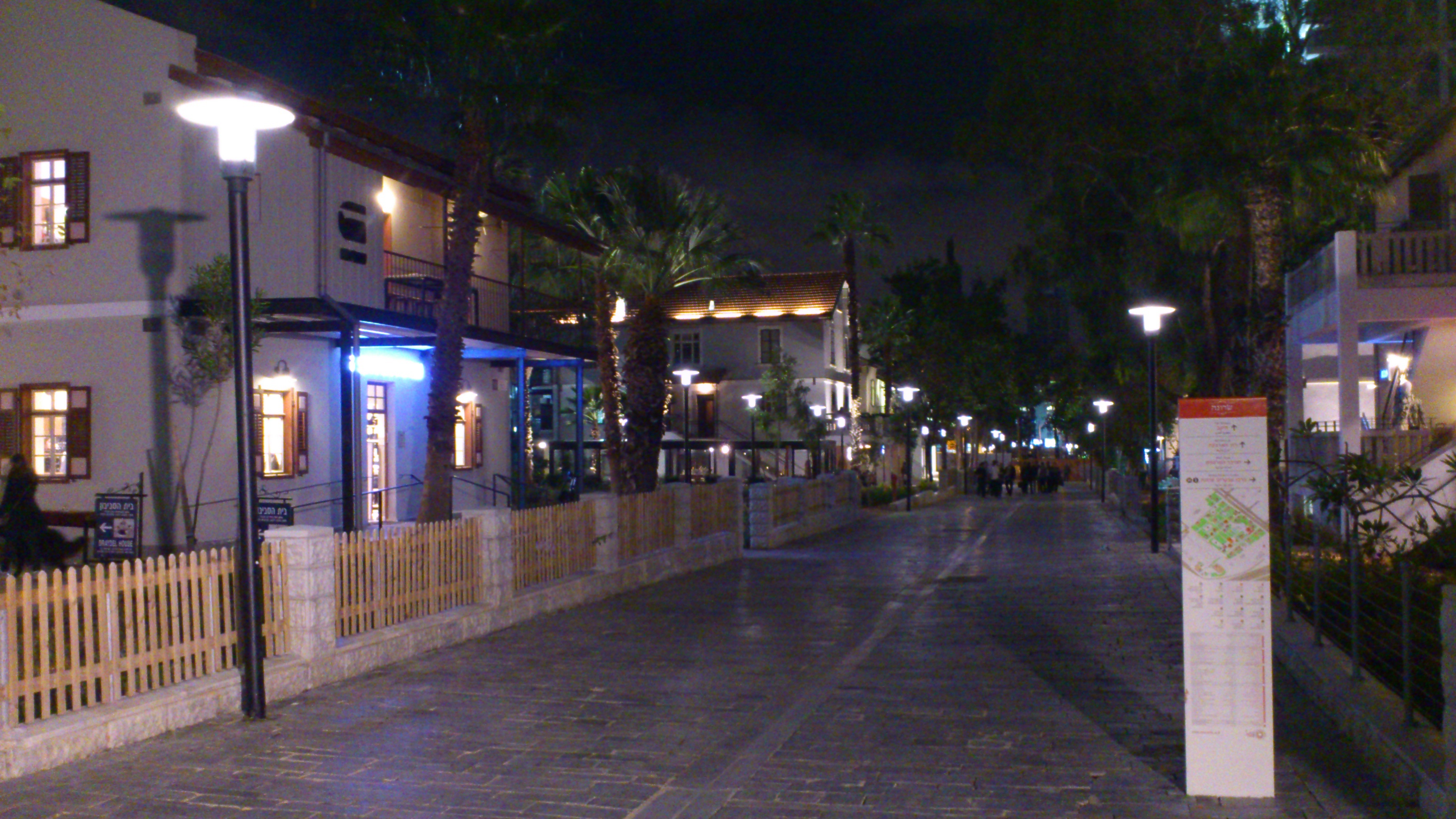

Les troupes britanniques administrent la région à partir de novembre 1917. Elles réquisitionnent un certain nombre de maisons, dont la maison communautaire transformée en hôpital militaire. En juillet 1918 les 850 habitants allemands de Sarona sont internés à Helouan, près du Caire. La Croix-Rouge, les quakers et les Unitariens défendent leur cause, et 270 prisonniers sont libérés et expulsés à Bad Mergentheim en Allemagne et finalement la Chambre des lords donne son accord pour le retour des autres internés en Palestine. Leur colonie étant dévastée, ils obtiennent un remboursement parfois jusqu'à 50 % de la valeur de leurs troupeaux et d'autres compensations.
En 1925, Sarona n'a plus qu'une population de 225 personnes, mais sa surface s'est agrandie. L'arrivée massive d'immigrés juifs (80 000 en Palestine entre 1920 et 1926) lui ouvre un nouveau marché. La communauté est célèbre en Europe pour la commercialisation de ses agrumes, en particulier les oranges de Jaffa qu'elle exporte par le port de Jaffa.
Dans les années 1930, un certain nombre de colons (17 % selon l'historien israélien Yossi Ben-Artzi), surtout parmi la jeunesse, s'inscrit au NSDAP. Adolf Eichmann visite la colonie de Sarona, où il est fort bien reçu. Les produits agricoles des colonies de la Société des Templiers commencent à être boycottés par la population juive. La Société fait paraître un article dans la presse dénonçant l'enthousiasme de sa jeunesse pour la nouvelle idéologie allemande. Certains jeunes gens sont enrôlés dans la Wehrmacht, lorsque la Seconde Guerre mondiale éclate et les troupes britanniques une fois de plus arrêtent les Templiers. Sarona, à l'instar des autres colonies agricoles de Wilhelma, Bethléem de Galilée et Waldheim devient un périmètre d'internement, car le président de la Société, respecté des forces britanniques a pu négocier que les colons ne soient pas expulsés de la région comme vingt ans auparavant. Le village est encerclé de barrières de fils de fer barbelés de quatre mètres de hauteur et de miradors gardé par des soldats. Un millier de personnes y vivent. En juillet 1941, 198 colons de Sarona sont déportés en Australie avec 400 colons des autres périmètres. Ils sont internés au camp de Tatura, jusqu'en 1947. En novembre 1944, la plupart des habitants de Sarona sont évacués au périmètre de Wilhelma. Les derniers le sont en septembre 1945.

### Après 1945

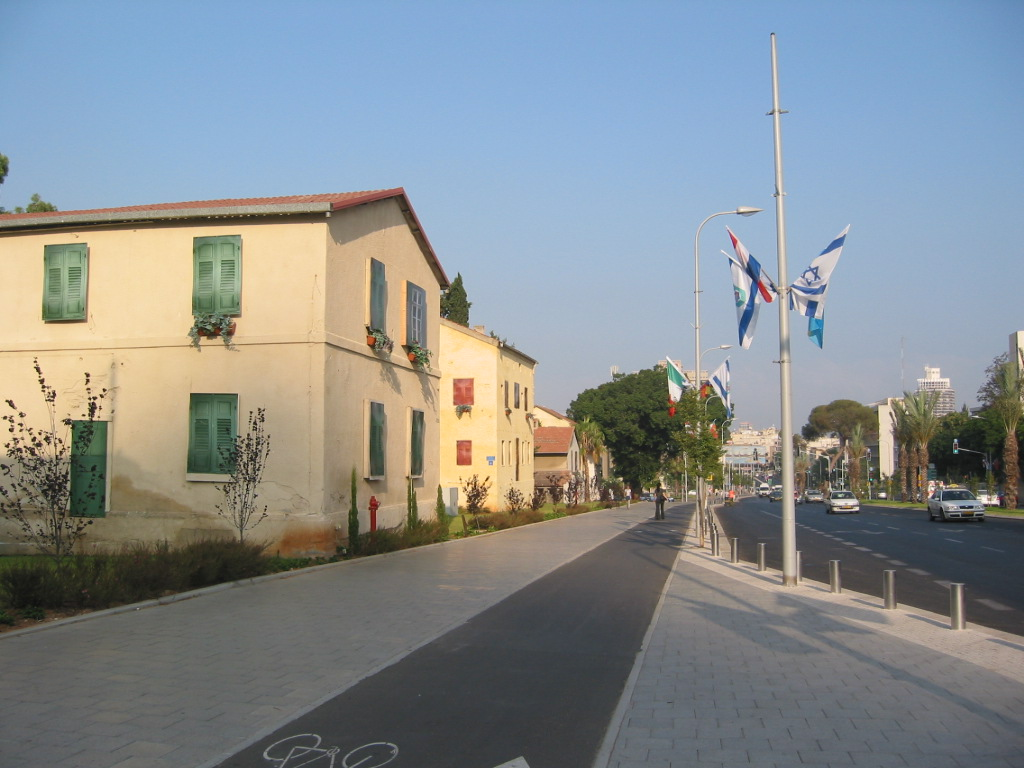
Anciennes maisons allemandes restaurées (aujourd'hui rue Kaplan).

Les maisons de Sarona sont utilisées par les forces britanniques d'occupation qui deviennent de ce fait la cible d'attaques des groupes sionistes. Le mandat britannique prend fin en 1948 et le nouveau gouvernement israélien se sert des maisons allemandes et des baraquements britanniques pour son administration. L'endroit est renommé Kirya. Une partie abrite le ministère de la Défense, le haut-quartier-général des forces armées israéliennes et d'autres administrations militaires. Une autre partie est utilisée par l'administration civile.
Lorsque Jaffa s'étend dans les années 1970, Kirya devient un quartier résidentiel privilégié et les défenseurs du patrimoine doivent lutter contre des plans de démolition. Il est finalement décidé que dix-huit bâtiments ont un intérêt architectural historique.

### Depuis 2003
La municipalité de Tel-Aviv, à laquelle appartient le quartier désormais, lance un programme de réhabilitation du quartier et fait déplacer en 2008 certaines maisons lorsque la rue Kaplan est élargie. Un marché est établi au rez-de-chaussée du bâtiment principal.
La partie sud est aujourd'hui dénommée Les Jardins de Sarona (Ganei Sarona). Elle comporte un parc, avec les maisons préservées, des cafés et des restaurants sur fond de gratte-ciels au loin.

## Galerie

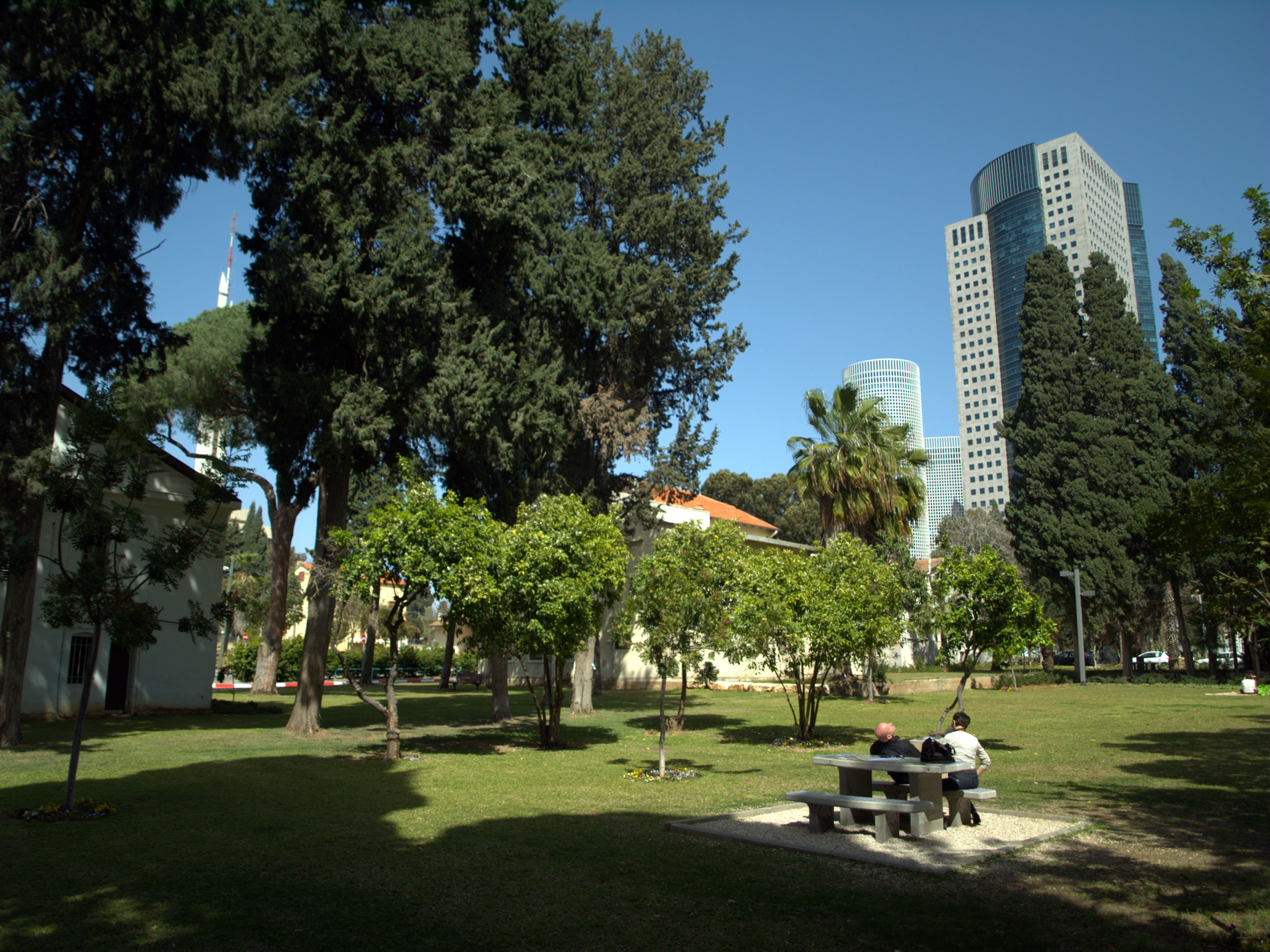
Les jardins de Sarona.
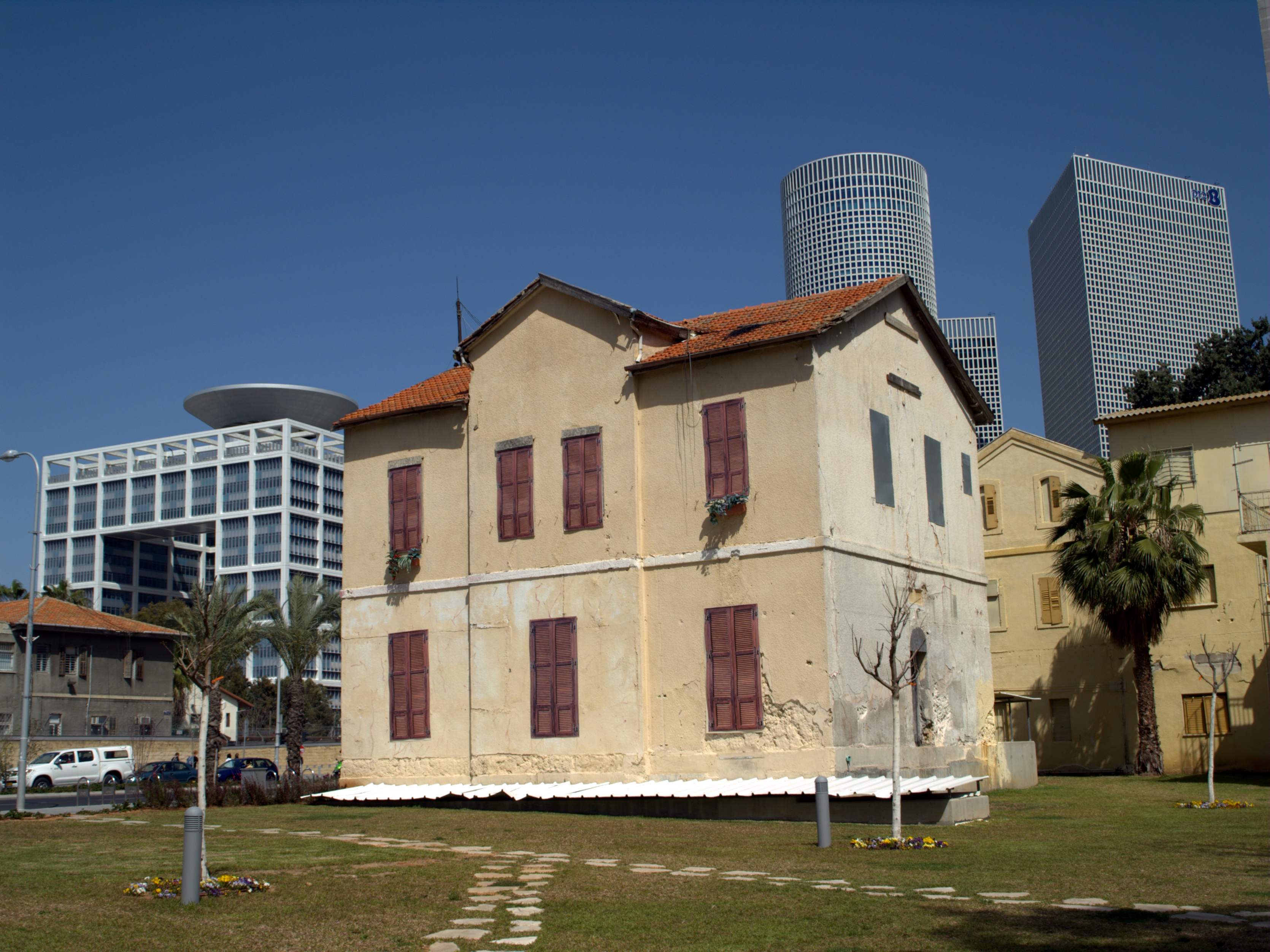
Anciennes maisons allemandes dans le quartier de Sarona aujourd'hui.
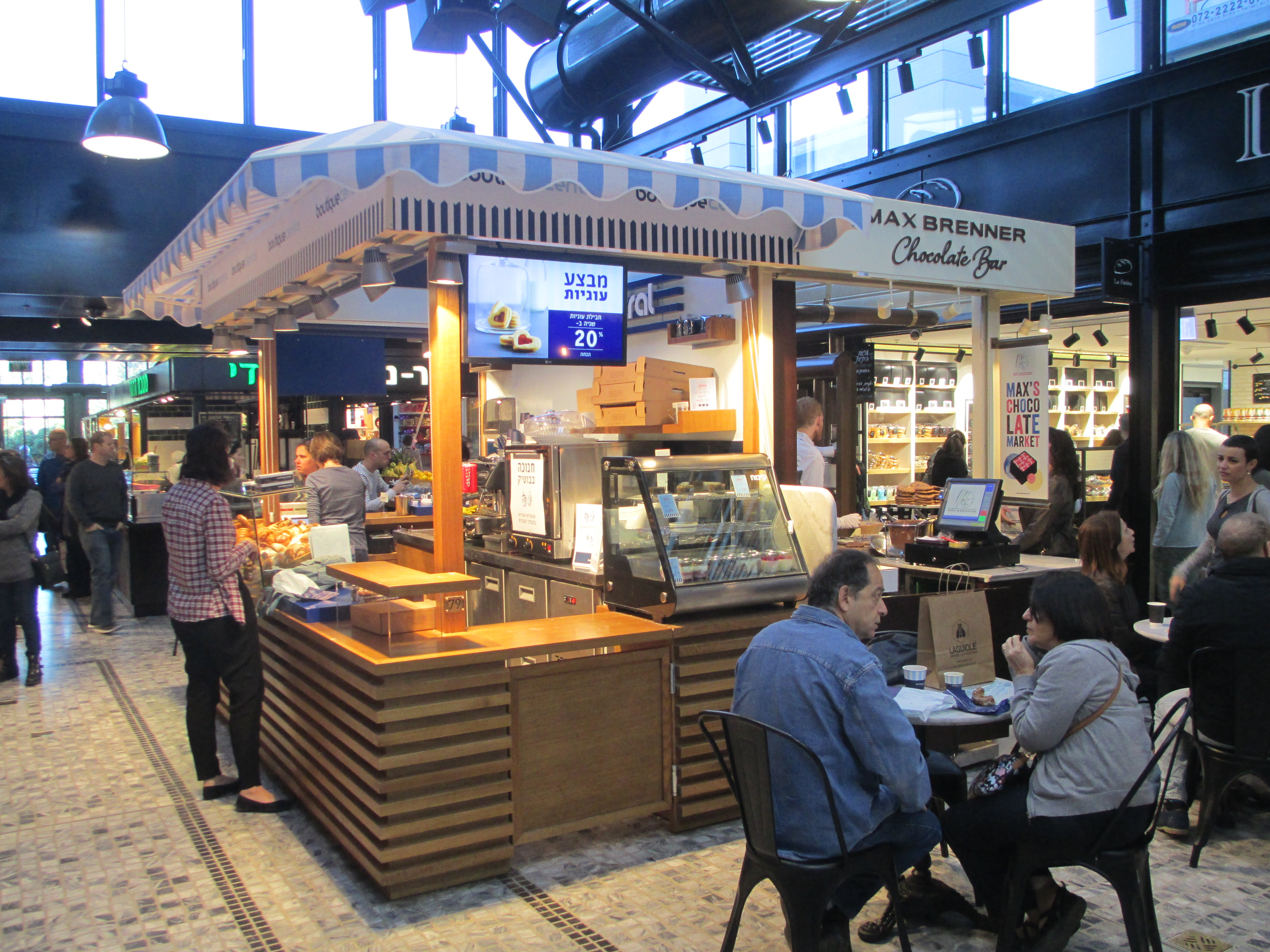
Le marché de Sarona.

## Source
- (en) Cet article est partiellement ou en totalité issu de l’article de Wikipédia en anglais intitulé « Sarona (colony) » (voir la liste des auteurs).